# Кулик (фильм)
«Кулик» (англ. The Sandpiper) — кинофильм режиссёра Винсента Миннелли, вышедший на экраны в 1965 году. Большую популярность приобрела прозвучавшая в картине песня «The Shadow of Your Smile», отмеченная премией «Оскар» и занявшая 77-е место в списке 100 лучших песен из американских фильмов за 100 лет по версии AFI.

## Сюжет
Художница Лора Рейнольдс живёт с 10-летним сыном Денни на малонаселённом калифорнийском побережье Биг-Сур. Она сама учит сына и воспитывает его в свободолюбивом, нонконформистском духе. Когда Денни подстреливает из ружья оленя, судья принимает решение отправить мальчика в епископальную школу-интернат, возглавляемую преподобным Эдвардом Хьюиттом. Лора в штыки воспринимает решение судьи, считая религиозное воспитание противоречащим её убеждениям. Вскоре Эдвард посещает женщину, чтобы посмотреть, в каких условиях рос её сын. Несмотря на первоначальную напряжённость, вскоре между преподобным и художницей возникает взаимная симпатия. У них начинается роман.

## В ролях
- Элизабет Тейлор — Лора Рейнольдс
- Ричард Бёртон — доктор Эдвард Хьюитт
- Эва Мари Сейнт — Клэр Хьюитт, жена Эдварда
- Чарльз Бронсон — Кос Эриксон
- Роберт Уэббер — Уорд Хендрикс
- Джеймс Эдвардс — Ларри Брант
- Торин Тэтчер — судья Томпсон
- Том Дрейк — Уолтер Робинсон
- Дуглас Хендерсон — Фил Сатклифф
- Морган Мейсон — Денни Рейнольдс, сын Лоры
- Памела Мейсон — Элли (в титрах не указана)

## Награды и номинации
- 1966 — премия «Оскар» за лучшую оригинальную песню («The Shadow of Your Smile», музыка Джонни Мэндела, слова Пола Фрэнсиса Уэбстера) [2].
- 1966 — две номинации на премию «Золотой глобус»: лучшая оригинальная музыка (Джонни Мэндел), лучшая оригинальная песня («The Shadow of Your Smile», музыка Джонни Мэндела, слова Пола Фрэнсиса Уэбстера)[3].
- 1966 — премия «Грэмми» за лучшую оригинальную музыку для кино или телевидения (Джонни Мэндел)[4][5].